# Lorenzo Piani (acteur)
Pour les articles homonymes, voir Lorenzo Piani et Piani.
Lorenzo Piani, né le 19 janvier 1944 à Monfalcone (Frioul-Vénétie Julienne), est un acteur italien.

## Biographie
De 1968 à 1980, Piani a joué des petits et des grands rôles dans près de 130 films. En tant que diplômé du Centro sperimentale di cinematografia, il a souvent été engagé pour des apparitions afin de répondre à des exigences légales. Presque toutes ces apparitions ont eu lieu dans le cinéma de genre ; il a également collaboré quelques fois avec des cinéastes tels que Federico Fellini, Marco Ferreri et Luchino Visconti, ainsi que les frères Taviani. Au début des années 1970, on voit souvent Piani dans des westerns spaghetti, puis dans des comédies érotiques italiennes dans le style du Decamerotico, et enfin dans de nombreux poliziotteschi. Il a joué à plusieurs reprises aux côtés d'Alberto Sordi ou de Ciccio Ingrassia. Il est nommé pour le Ruban d'argent 1976 pour sa prestation dans le film Prete, fai un miracolo (it) réalisé par Mario Chiari.
Depuis le milieu des années 1970 au plus tard, il a également travaillé pour le théâtre, mettant en scène I masnadieri en 1976 et faisant partie de la troupe du Politeama Rossetti di Trieste en 1982.
Après avoir apparemment déjà fait une pause cinématographique entre 1980 et 1984, il a de nouveau travaillé intensivement jusqu'au début des années 1990. Il a notamment travaillé dans deux productions françaises, Salomé (1986) de Claude d'Anna et Man on Fire (1987) d'Élie Chouraqui. Il a conclu sa carrière en 2001 avec sa participation au téléfilm Uno bianca (it) réalisé par Michele Soavi.

## Filmographie

### Acteur de cinéma
- 1968 : L'Enfer de la guerre (Commandos) d'Armando Crispino
- 1969 : Le Fossoyeur (Sono Sartana, il vostro becchino) de Giuliano Carnimeo
- 1969 : Satyricon (Fellini Satyricon) de Federico Fellini
- 1970 : L'Âne d'or (L'asino d'oro: processo per fatti strani contro Lucius Apuleius cittadino romano) de Sergio Spina
- 1970 : Terzo canale: Avventura a Montecarlo de Giulio Paradisi
- 1971 : Au nom du père, du fils et du colt... (In nome del padre, del figlio e della Colt) de Mario Bianchi
- 1971 : Abattez Django le premier (Uccidi Django... uccidi per primo!!!) de Sergio Garrone
- 1972 : Les Cinq Brigands de l'Ouest (Spirito santo e le cinque magnifiche canaglie) de Roberto Mauri
- 1972 : La Proie des nonnes (L'arma, l'ora, il movente) de Francesco Mazzei
- 1972 : La calandria de Pasquale Festa Campanile
- 1972 : La Longue Chevauchée de la vengeance (La lunga cavalcata della vendetta) de Tanio Boccia
- 1972 : Viva Django (W Django!) d'Edoardo Mulargia
- 1973 : Des Dollars plein la gueule (Più forte sorelle) de Mario Bianchi : adjoint au shérif
- 1973 : Six Tueurs pour un massacre (Sei bounty killers per una strage) de Franco Lattanzi : adjoint au shérif
- 1973 : Le Fils de Zorro (Il figlio di Zorro) de Gianfranco Baldanello
- 1973 : Le Justicier de Dieu (Il giustiziere di Dio) de Franco Lattanzi
- 1973 : Metti... che ti rompo il muso (it)  de Giuseppe Vari
- 1973 : Poussière d'étoiles (Polvere di stelle) d'Alberto Sordi
- 1974 : Tant qu'il y a de la guerre, il y a de l'espoir (Finché c'è guerra c'è speranza) d'Alberto Sordi
- 1974 : L'ultimo uomo di Sara de Maria Virginia Onorato
- 1974 : La sculacciata de Pasquale Festa Campanile
- 1974 : Parfum de femme (Profumo di donna) de Dino Risi
- 1974 : Mon Dieu, comment suis-je tombée si bas ? (Mio Dio, come sono caduta in basso!) de Luigi Comencini
- 1974 : Amour libre (Amore libero) de Pier Ludovico Pavoni
- 1974 : Nous nous sommes tant aimés (C'eravamo tanto amati) d'Ettore Scola
- 1975 : La Première Fois sur l'herbe (La prima volta, sull'erba) de Gianluigi Calderone
- 1975 : L'esorciccio (it) de Ciccio Ingrassia
- 1975 : Ordre de tuer (El clan de los inmorales) de José Gutiérrez Maesso (es)
- 1975 : Paolo Barca, maestro elementare, praticamente nudista de Flavio Mogherini
- 1975 : Le Blanc, le Jaune et le Noir (Il bianco, il giallo, il nero) de Sergio Corbucci
- 1975 : Les Frissons de l'angoisse (Profondo rosso) de Dario Argento
- 1976 : Prete, fai un miracolo (it) de Mario Chiari
- 1977 : Antigang (La malavita attacca... la polizia risponde!) de Mario Caiano
- 1977 : Fontamara de Carlo Lizzani
- 1978 : La Grande bataille (Il grande attacco) d'Umberto Lenzi
- 1984 : Claretta de Pasquale Squitieri
- 1985 : Le Roi David (King David) de Bruce Beresford
- 1986 : L'Enquête (L'inchiesta) de Damiano Damiani
- 1986 : Salomé de Claude d'Anna
- 1987 : Man on Fire d'Élie Chouraqui
- 1989 : Zombie 4 (Oltre la morte) de Claudio Fragasso
- 1992 : Assolto per aver commesso il fatto d'Alberto Sordi

### Acteur de télévision
- 1980 : Nella città perduta di Sarzana de Luigi Faccini
- 1986 : Un'isola
- 1989 : Oceano
- 1991 : Vendetta: Secrets of a Mafia Bride (en) (Donna d'onore) de Stuart Margolin
- 1993 : Sans pouvoir le dire (Dove siete? Io sono qui) de Liliana Cavani
- 1999 : Un uomo perbene de Maurizio Zaccaro
- 2001 : Uno bianca (it) de Michele Soavi